# Alliance civique libérale
L'Alliance civique libérale (en croate : Građansko-liberalni savez, Glas) est un parti politique libéral de Croatie,. Le parti est fondé en juillet 2017 par quatre anciens membres du Parti populaire croate (HNS), mécontents de la participation de leur parti à une coalition avec l'Union démocratique croate (HDZ). Le parti est présidé par Anka Mrak-Taritaš.

## Histoire
Le congrès fondateur du parti se tient le 9 juillet 2017. Dès sa fondation, le parti devient le cinquième plus grand parti du pays en termes de représentation au parlement. En outre, Jozo Radoš a également quitté le Parti populaire croate pour rejoindre l'Alliance civique libérale afin que le parti ait également un député européen. Ce dernier siège au sein du groupe de  l'Alliance des démocrates et des libéraux pour l'Europe.
Vesna Pusić est un autre membre notable du parti.

## Idéologie
La présidente du parti, Anka Mrak-Taritaš, a qualifié le Glas de « parti moderne, progressiste et trans-idéologique dans le centre gauche, acceptable pour les libéraux, les sociaux-libéraux et les sociaux-démocrates ». L'accent du parti est mis sur les libertés et les droits individuels, les institutions stables et la diversité.
Le parti défend notamment, :
- le droit des femmes de choisir librement l'avortement,
- l'extension des droits des LGBT et des protections des droits civils,
- le droit de voter aux élections locales dès l'âge de 16 ans,
- l'antifascisme en tant que fondement de la Croatie moderne,
- la séparation de l'Église et de l'État, le renforcement de la sécularisation et la révision des quatre concordats,
- la réforme globale du système éducatif,
- la suppression de la taxe parafiscale,
- une réforme de l'administration publique,
- un système judiciaire stable,
- la décentralisation.